# ليبيدوليت
الليبيدوليت هو معدن من مجموعة الميكا، وله الصيغة K(Li,Al,Rb)3(Al,Si)4O10(F,OH)2. ينتمي هذا المعدن إلى معادن السيليكات، ويعد عضوًا في مجموعة متعددات الليثيونيت، يترافق هذا المعدن مع معادن أخرى حاملة لليثيوم مثل الإسبودومين في صخور البيغماتيت. يعد الليبيدوليت مصدرًا لفلز الليثيوم، كما أنه أحد المصادر الأساسية لكلي الفلزين القلويين النادرين الروبيديوم والسيزيوم.

## التاريخ
في عام 1861 قام كل من روبرت بنسن وغوستاف كيرشهوف باستخلاص بضعة غرامات من أملاح الروبيديوم للتحليل من عينة ليبيدوليت يبلغ وزنها 150 كغ، حيث تمكنا بذلك من اكتشاف هذا العنصر.

## الوفرة
يوجد هذا المعدن في الغرانيت والبيغماتيت الغرانيتي، وفي بعض عروق الكوارتز مرتفعة درجة الحرارة، وفي صخور غرايسن. يترافق هذا المعدن مع المرو والفلدسبار والإسبودومين والأمبليغونيت والتورمالين والكولومبيت والكاسيتريت والتوباز والبيريل.
توجد كميات كبيرة من هذا المعدن في البرازيل وجبال الأورال وروسيا والولايات المتحدة الأمريكية وكندا ومدغشقر.

## معرض صور

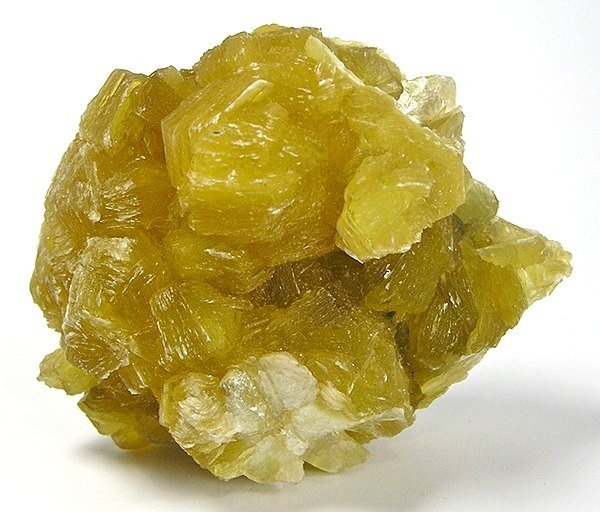
ليبيدوليت أصفر من البرازيل، أبعاده: 6.1 * 4.9 * 3.1 سم
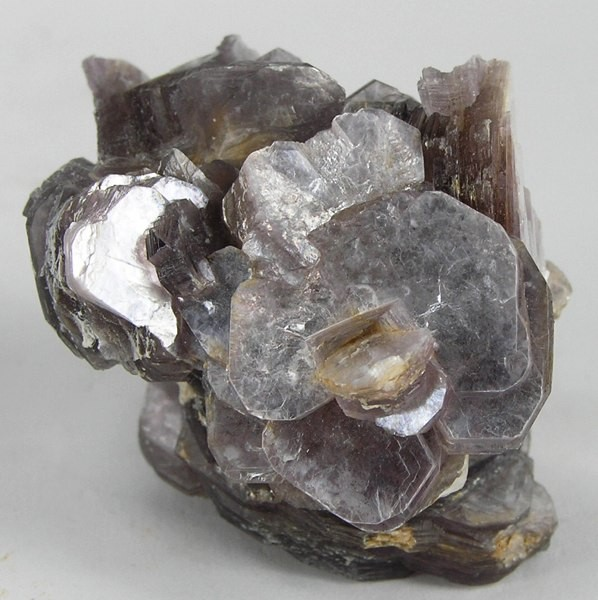
ليبيدوليت خزامي من الولايات المتحدة الأمريكية. أبعاده: 4.8 * 3.9 * 3.5 سم